# Qui veut devenir président ?
Qui veut devenir président ? est une émission de télévision liée à la politique.
Diffusée le 10 avril 2012 sur France 4, elle est présentée par Thierry Dugeon et produite par Marc-Olivier Fogiel,.

## Concept
Adaptée de l'émission canadienne Canada's Next Great Prime Minister (en), elle permet à quatre jeunes d'une vingtaine d'années, d'exposer leurs idées politiques devant un jury de journalistes renommés. Ces derniers détermineront à la fin de l'émission, le meilleur orateur d'entre tous,.

## Participants
| Jury - Catherine Nay - Michèle Cotta - Alain Duhamel - Jean-Pierre Elkabbach | Jeunes - Antoine - Akim - Sophie - Marie |

## Audiences
Diffusé en première partie de soirée, l'émission réunit 182 000 téléspectateurs soit 0,7 % du public.